# 克里斯泰什蒂鄉 (穆列什縣)

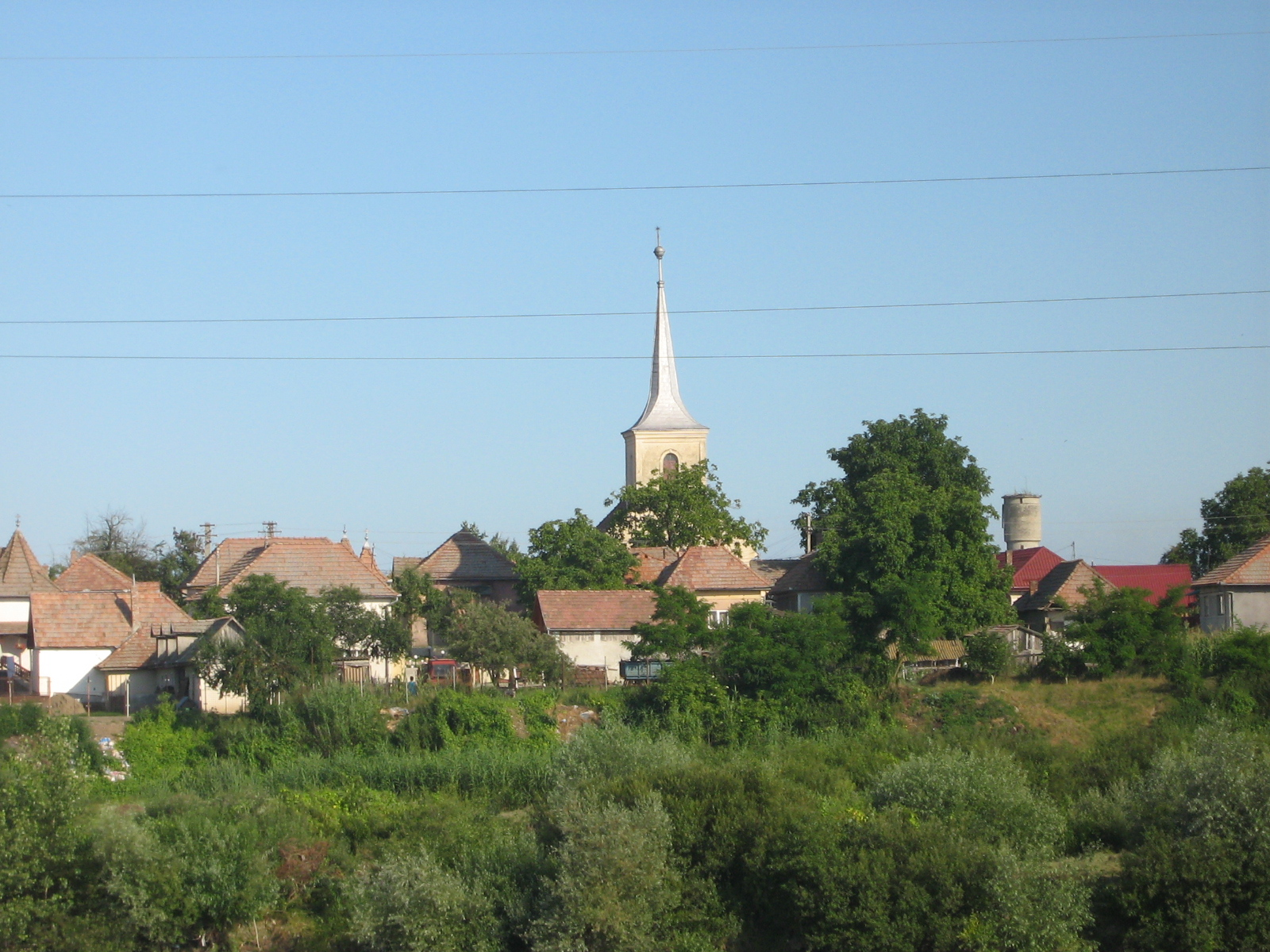

46°30′0″N 24°29′0″E / 46.50000°N 24.48333°E
克里斯泰什蒂鄉（羅馬尼亞語：Comuna Cristești, Mureș），是羅馬尼亞的鄉份，位於該國中部，由穆列什縣負責管轄，面積18平方公里，海拔高度353米，2007年人口5,762，人口密度每平方公里318人。